# Războiul civil din Etiopia

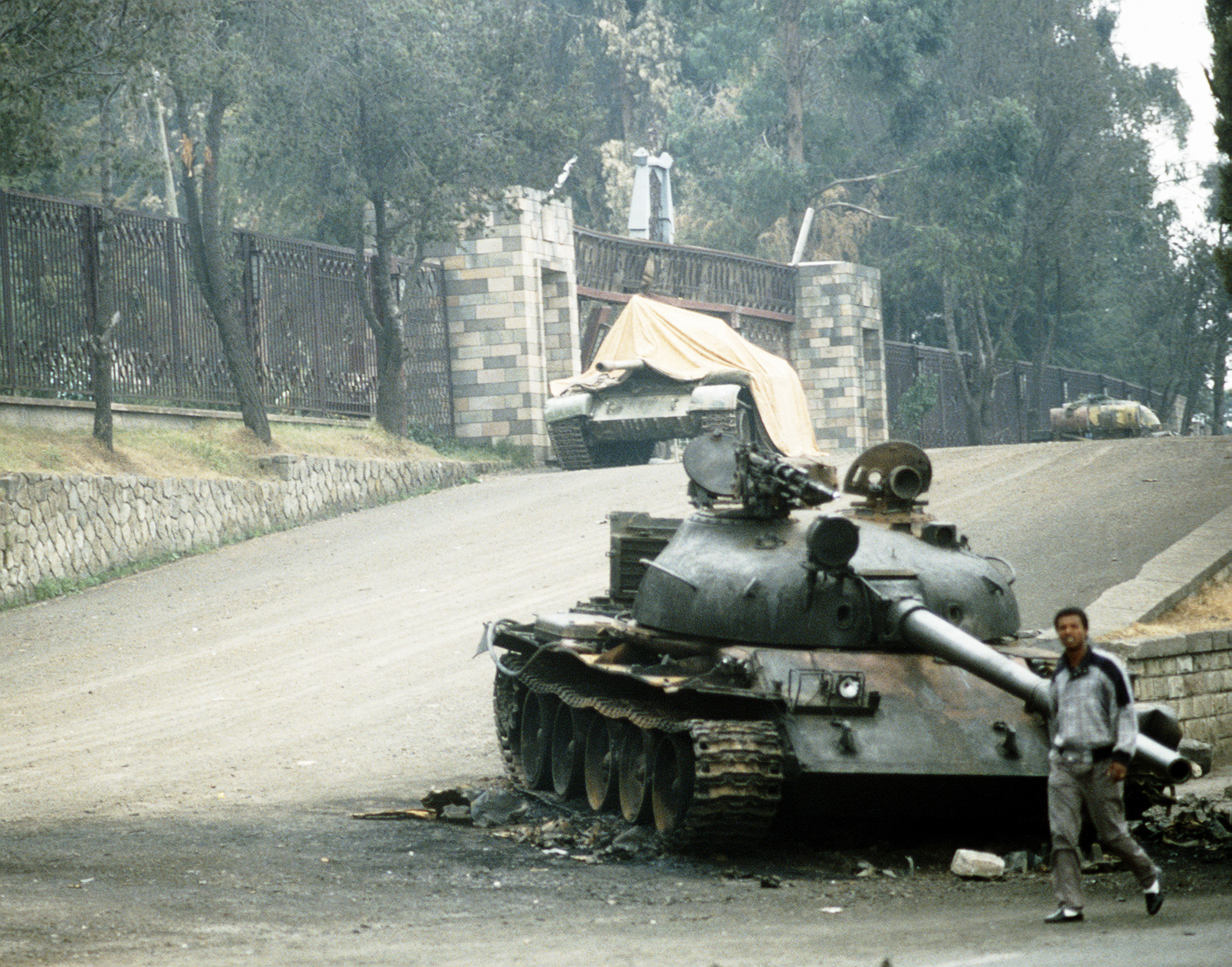
Tancuri fără carburant pe străzile din Addis Abeba

Războiul civil din Etiopia (1974-1991) a început pe 12 septembrie din 1974, cand marxistul Derg intră pe scena politică cu o lovitură de stat contra împăratului Haile Selassie și a durat până cand Frontul Democratic Revoluționar al Poporului Etiopian (EPRDF), o coaliție de grupuri rebele a derocat guvernul în 1991.
Acest război s-a suprapus cu alte conflicte din timpul razboiului rece în Africa, cum ar fi Războiul civil din Angola (1975-2002).